# Liga ACB 1987-1988
La Liga ACB 1987-1988 è stata la 32ª edizione del massimo campionato spagnolo di pallacanestro maschile. La vittoria finale è stata ad appannaggio del Barcellona.

## Risultati

### Stagione regolare

#### Prima fase

##### Grupo Impar
|    | Squadra              | G  | V  | P  | PF    | PS    | Qualificazione |
| -- | -------------------- | -- | -- | -- | ----- | ----- | -------------- |
| 1. | Fórum Valladolid     | 14 | 11 | 3  | 1.160 | 1.091 | Grupo A-1      |
| 2. | Barcellona           | 14 | 11 | 3  | 1.299 | 1.140 | Grupo A-1      |
| 3. | Estudiantes Todagrés | 14 | 9  | 5  | 1.215 | 1.142 | Grupo A-1      |
| 4. | CAI Saragozza        | 14 | 7  | 7  | 1.182 | 1.144 | Grupo A-1      |
| 5. | Cacaolat Granollers  | 14 | 6  | 8  | 1.205 | 1.239 | Grupo A-2      |
| 6. | Cajabilbao           | 14 | 6  | 8  | 1.213 | 1.219 | Grupo A-2      |
| 7. | Oximesa Granada      | 14 | 5  | 9  | 1.180 | 1.238 | Grupo A-2      |
| 8. | Caja de Ronda        | 14 | 1  | 13 | 9.72  | 1.213 | Grupo A-2      |

##### Grupo par
|    | Squadra           | G  | V  | P  | PF    | PS    | Qualificazione |
| -- | ----------------- | -- | -- | -- | ----- | ----- | -------------- |
| 1. | Real Madrid       | 14 | 14 | 0  | 1.350 | 1.099 | Grupo A-1      |
| 2. | Ram Joventut      | 14 | 9  | 5  | 1.328 | 1.221 | Grupo A-1      |
| 3. | Cajacanarias      | 14 | 8  | 6  | 1.287 | 1.286 | Grupo A-1      |
| 4. | Magia Huesca      | 14 | 7  | 7  | 1.264 | 1.264 | Grupo A-1      |
| 5. | Taugrés Baskonia  | 14 | 7  | 7  | 1.290 | 1.301 | Grupo A-2      |
| 6. | TDK Manresa       | 14 | 7  | 7  | 1.275 | 1.298 | Grupo A-2      |
| 7. | Grupo IFA Español | 14 | 2  | 12 | 1.185 | 1.333 | Grupo A-2      |
| 8. | Bancobao Villalba | 14 | 2  | 12 | 1.179 | 1.356 | Grupo A-2      |

#### Seconda fase

##### Grupo A-1
|    | Squadra              | G  | V  | P  | PF    | PS    | Qualificazione |
| -- | -------------------- | -- | -- | -- | ----- | ----- | -------------- |
| 1. | Barcellona           | 14 | 12 | 2  | 1.374 | 1.188 | playoff        |
| 2. | Real Madrid          | 14 | 11 | 3  | 1.347 | 1.174 | playoff        |
| 3. | CAI Saragozza        | 14 | 9  | 5  | 1.232 | 1.196 | playoff        |
| 4. | Ram Joventut         | 14 | 8  | 6  | 1.298 | 1.186 | playoff        |
| 5. | Estudiantes Todagrés | 14 | 7  | 7  | 1.160 | 1.218 | playoff        |
| 6. | Cajacanarias         | 14 | 5  | 9  | 1.228 | 1.389 | playoff        |
| 7. | Fórum Valladolid     | 14 | 3  | 11 | 1.064 | 1.226 | playoff        |
| 8. | Magia Huesca         | 14 | 1  | 13 | 1.133 | 1.259 | playoff        |

##### Grupo A-2
|     | Squadra             | G  | V  | P  | PF    | PS    | Qualificazione |
| --- | ------------------- | -- | -- | -- | ----- | ----- | -------------- |
| 9.  | Cacaolat Granollers | 14 | 11 | 3  | 1.232 | 1.147 | playoff        |
| 10. | Taugrés Baskonia    | 14 | 9  | 5  | 1.288 | 1.213 | playoff        |
| 11. | Oximesa Granada     | 14 | 9  | 5  | 1.249 | 1.168 | playoff        |
| 12. | Cajabilbao          | 14 | 9  | 5  | 1.213 | 1.180 | playoff        |
| 13. | TDK Manresa         | 14 | 8  | 6  | 1.169 | 1.158 | playout        |
| 14. | Bancobao Villalba   | 14 | 5  | 9  | 1.169 | 1.152 | playout        |
| 15. | Grupo IFA Español   | 14 | 5  | 9  | 1.138 | 1.189 | playout        |
| 16. | Caja de Ronda       | 14 | 0  | 14 | 1.209 | 1.390 | playout        |

### Play-out
| TDK Manresa | 2 – 3 | Caja de Ronda |

| Bancobao Villalba | 3 – 1 | Ifa Español |

Verdetti: TDK Manresa e Ifa Español retrocesse nella Primera División B, ma ripescate per la stagione successiva per l'aumento del numero di squadre ammesse al campionato

## Playoff
|  | Primo turno          | Primo turno          |                      |                      | Quarti di finale | Quarti di finale |   |  | Semifinali | Semifinali |  |  | Finale | Finale |
|  |                      |                      |                      |                      |                  |                  |   |  |            |            |  |  |        |        |
|  |                      |                      |                      |                      |                  |                  |   |  |            |            |  |  |        |        |
|  |                      |                      |                      |                      |                  |                  |   |  |            |            |  |  |        |        |
|  | 1. Barcellona        | 2                    |                      |                      |                  |                  |   |  |            |            |  |  |        |        |
|  | 1. Barcellona        | 2                    | 8. Peñas Huesca      | 0                    |                  |                  |   |  |            |            |  |  |        |        |
|  |                      | 9. Granollers        | 8. Peñas Huesca      | 0                    | 0                |                  |   |  |            |            |  |  |        |        |
|  | 9. Granollers        | 9. Granollers        | 2                    |                      | 0                | 1. Barcellona    | 3 |  |            |            |  |  |        |        |
|  | 9. Granollers        |                      | 2                    |                      |                  | 1. Barcellona    | 3 |  |            |            |  |  |        |        |
|  |                      |                      |                      | 4. Joventut Badalona | 2                |                  |   |  |            |            |  |  |        |        |
|  | 4. Joventut Badalona | 2                    |                      | 4. Joventut Badalona | 2                |                  |   |  |            |            |  |  |        |        |
|  | 4. Joventut Badalona | 2                    | 5. Estudiantes       | 2                    |                  |                  |   |  |            |            |  |  |        |        |
|  |                      | 5. Estudiantes       | 5. Estudiantes       | 2                    | 1                |                  |   |  |            |            |  |  |        |        |
|  | 12. Caja Bilbao      | 5. Estudiantes       | 0                    |                      | 1                | 1. Barcellona    | 3 |  |            |            |  |  |        |        |
|  | 12. Caja Bilbao      |                      | 0                    |                      |                  | 1. Barcellona    | 3 |  |            |            |  |  |        |        |
|  |                      |                      |                      | 2. Real Madrid       | 2                |                  |   |  |            |            |  |  |        |        |
|  | 2. Real Madrid       | 2                    |                      | 2. Real Madrid       | 2                |                  |   |  |            |            |  |  |        |        |
|  | 2. Real Madrid       | 2                    | 7. Valladolid        | 0                    |                  |                  |   |  |            |            |  |  |        |        |
|  |                      | 10. Saski Baskonia   | 7. Valladolid        | 0                    | 0                |                  |   |  |            |            |  |  |        |        |
|  | 10. Saski Baskonia   | 10. Saski Baskonia   | 2                    |                      | 0                | 2. Real Madrid   | 3 |  |            |            |  |  |        |        |
|  | 10. Saski Baskonia   |                      | 2                    |                      |                  | 2. Real Madrid   | 3 |  |            |            |  |  |        |        |
|  |                      |                      |                      | 3. C.B. Saragozza    | 0                |                  |   |  |            |            |  |  |        |        |
|  | 3. C.B. Saragozza    | 2                    |                      | 3. C.B. Saragozza    | 0                |                  |   |  |            |            |  |  |        |        |
|  | 3. C.B. Saragozza    | 2                    | 6. Canarias Tenerife | 2                    |                  |                  |   |  |            |            |  |  |        |        |
|  |                      | 6. Canarias Tenerife | 6. Canarias Tenerife | 2                    | 0                |                  |   |  |            |            |  |  |        |        |
|  | 11. Oximesa Granada  | 6. Canarias Tenerife | 1                    |                      | 0                |                  |   |  |            |            |  |  |        |        |
|  | 11. Oximesa Granada  |                      | 1                    |                      |                  |                  |   |  |            |            |  |  |        |        |

| Liga ACB 1987-1988   |
| -------------------- |
| Barcellona 5º titolo |

## Formazione vincitrice
| N° | Naz.                   | Ruolo | Sportivo                  |  | Alt. |  |
| -- | ---------------------- | ----- | ------------------------- |  | ---- |  |
| 4  | Spagna (bandiera)      | AG    | Andrés Jiménez            |  | 205  |  |
| 5  | Spagna (bandiera)      | P     | Joaquim Costa             |  | 184  |  |
| 6  | Spagna (bandiera)      | A     | Chicho Sibilio            |  | 200  |  |
| 7  | Spagna (bandiera)      | P     | Ignacio Solozábal         |  | 185  |  |
| 8  | Spagna (bandiera)      | C     | Steve Trumbo              |  | 206  |  |
| 9  | Stati Uniti (bandiera) | AG    | Eugene McDowell           |  | 203  |  |
| 10 | Spagna (bandiera)      | AP    | Joan Alsina               |  |      |  |
| 11 | Spagna (bandiera)      | AP    | Pep Palacios              |  | 192  |  |
| 12 | Spagna (bandiera)      | P     | Jordi Soler               |  | 186  |  |
| 13 | Spagna (bandiera)      | C     | Ferrán Martínez           |  | 212  |  |
| 14 | Stati Uniti (bandiera) | AC    | Audie Norris              |  | 206  |  |
| 15 | Spagna (bandiera)      | GA    | Juan Antonio San Epifanio |  | 198  |  |
|    | Spagna (bandiera)      | All.  | Aíto García Reneses       |  |      |  |